# 亜希いずみ
亜希 いずみ（あき いずみ、1960年5月15日 - ）は、日本の女優。別名：高橋 靖子、亜樹 磨友子、亜紀 いずみ。
1980年『凌辱儀式』（獅子プロ）でデビュー。主ににっかつ、独立系作品に出演。その後、映画監督、関根和美との結婚を期に一時銀幕から遠ざかる。 1999年『発情乱れ妻』（大蔵映画）でスクリーンにカムバック。
改名：「亜希いずみ」→「亜樹磨友子」→「亜紀いずみ」→「高橋靖子」→「亜希いずみ」の順序で改名している。

## 演技
- ニャンニャン娘（1984年にっかつ）監督：中村幻児、脚本：廣木隆一&才賀忍
ストーリー：平凡な生活に退屈する若妻がかつての恋人と再会して強盗の旅に出る姿を描いた作品。
役処：同作品においては自動車解体屋を経営する夫の友人である殺人犯が家に転がり込んできて当惑する妊娠中の新妻の役を担当している。

## 主な出演
- 凌辱儀式（1980年10月）
製作 : 獅子プロ
配給 : 東映セントラルフィルム、59分 カラー ワイド)
監督：大井武士
共演：神原明彦、笹木ルミ
- 淫写!! 白衣と縄（1981年1月 獅子プロ、配給＝東映セントラルフィルム、61分 カラー ワイド）
監督：梅沢薫
共演：下元史朗、沢木ミミ
- 脅迫暴行犯し（1981年4月 新東宝映画、60分 カラー ワイド）
監督：飯泉大
出演：亜希いずみ、豪田路世留、杉佳代子、大杉漣
- 人妻交換24時間 失神します（1981年6月 製作＝ミリオンフィルム、60分 カラー ワイド）
監督：和泉聖治
出演：野上正義、亜希いずみ、松田愛
- 新妻暴行 濡らす（1981年6月 新東宝映画、61分 カラー ワイド）
監督：梅沢薫
出演：萩尾なおみ、下元史朗、亜希いずみ
- 女の合鍵 濡れて開いて（1981年7月 製作＝ミリオンフィルム、60分 カラー ワイド）
監督：中村幻児
出演：岡博美、朝霧友香、亜希いずみ
- 実録産婦人科 変態手術（1981年8月 製作＝ミリオンフィルム、62分 カラー ワイド）
監督：渡辺護
出演：亜希いずみ、国分二郎、高原リカ
- 色情女狩り（1981年8月 製作＝ミリオンフィルム、60分 カラー ワイド）
監督：井筒和幸
脚本：西岡琢也
出演：上野淳、紗貴めぐみ、亜希いずみ
- 緊縛集団暴行（1981年9月 新東宝映画、60分 カラー ワイド）
監督：渡辺護
出演：丘なおみ、杉佳代子、亜希いずみ
- 猟奇変質魔（1981年9月 新東宝映画、61分 カラー ワイド）
監督：磯村一路
出演：下元史朗、亜希いずみ、山地美貴、竹村祐佳
- 痴漢覗いて襲う（1981年9月 大蔵映画、60分 カラー ワイド）
監督：飯泉大
出演：水月円、亜希いずみ、三条まゆみ
- ぬれぬれ監禁（1981年10月 製作＝ミリオンフィルム、60分 カラー ワイド）
監督：中村幻児
出演：大杉薫、萩尾なおみ、亜希いずみ
- 汚い言葉で私を犯して（1981年11月27日 製作＝現代映像企画、63分 カラー ワイド）
監督：渡辺護
出演：亜希いずみ、萩尾なおみ、恵杏里
- 復讐セックス女が犯す（1981年11月 製作＝ミリオンフィルム、61分 カラー ワイド）
監督：珠瑠美
出演：水月円、野上正義、亜希いずみ
- 女子学生を縛る（改題...「縄で本番」）（1981年11月 製作わなべぷろだくしょん、配給新東宝興業、62分 カラー ワイド）
監督：渡辺護
脚本：小水一男、渡辺護
撮影：鈴木史朗
音楽：飛べないアヒル
照明：近藤兼太郎
編集：田中修
出演：加山理沙、亜希いずみ、秋山かおり、高見千代、武藤樹一郎、下元史朗
- 暴漢花嫁を犯す（1981年11月 新東宝興業、62分 カラー ワイド）
監督：飯泉大
出演：亜希いずみ、水月円、国分二郎
- 変態魔 犯された人妻（1981年12月 新東宝興業 60分 カラー ワイド）
監督：北沢江北
出演：国分二郎、水月円、亜希いずみ
- ドキュメント・ポルノ 主婦売春を追え!（1982年1月8日 製作ワタナベプロダクション、62分 カラー ワイド）
監督：中村幻児
出演：香川留美、亜希いずみ、水月円、大杉漣
- 愛人日記 濡れた亀裂（1982年2月 新東宝興業、62分 カラー ワイド）
監督：渡辺護
出演：竹村祐佳、亜希いずみ、川原ユキ
- 暴行若妻犯し（1982年2月 製作＝大蔵映画、62分 カラー ワイド]）
監督：飯泉大
出演：水月円、武藤樹一郎、亜希いずみ
- 銀座ネオン街 女の絶頂（1982年3月12日 製作＝プロ鷹、61分 カラー ワイド）
監督：珠瑠美
出演：水月円、亜希いずみ、梨沙ゆり
- 変態スワップ 女が舐める（1982年3月 製作＝ミリオンフィルム、60分 カラー ワイド）
監督：珠瑠美
出演：亜希いずみ、梨沙ゆり、野上正義
- ラッシュアワー 満員痴漢電車（1982年3月 製作＝大蔵映画、62分 カラー ワイド）
監督：飯泉大
出演：武藤樹一郎、亜希いずみ、水月円
- OL色情日記 後から責めて（1982年5月14日 製作＝プロ鷹、59分 カラー ワイド）
監督：珠瑠美
出演：水月円、亜希いずみ、章文栄
- 変態縄飼育（1982年5月 製作＝ミリオンフィルム、62分 カラー ワイド）
監督：渡辺護
出演：亜希いずみ、下元史朗、杉佳代子
- 誘拐! 人妻拷問（1982年5月 ミリオンフィルム）
監督：中村幻児
共演：江崎和代、水月円、大杉漣
- 緊縛変態地獄（1982年5月 製作＝大蔵映画、63分 カラー ワイド）
監督：渡辺護
出演：亜希いずみ、日野繭子、国分二郎
- 悶絶! 異常体験（1982年5月 製作＝大蔵映画、62分 カラー ワイド）
監督：飯泉大
出演：亜希いずみ、日向歩、杉佳代子、大杉漣
- セックスドキュメント 器具販売人（1982年6月26日 製作＝現代映像企画、49分 カラー ワイド）
監督：平川弘喜
出演：亜希いずみ、高島亜美、香川留美
- 夜のOL名器密猟（1982年6月 製作＝獅子プロ 配給＝東映セントラルフィルム）
監督：宗豊
出演：風かおる、亜希いずみ、晶杏子
- 女教師縄奴隷（1982年6月 新東宝映画、63分 カラー ワイド）
監督：梅沢薫
出演：亜希いずみ、愛川梨美、ナンシー里見
- 夜の娼婦 絶頂が続く（1982年7月 新東宝映画、61分 カラー ワイド）
監督：北沢江北
出演：亜希いずみ、杉佳代子、佐藤靖
- 猟奇若妻を犯す（1982年7月 大蔵映画、61分 カラー ワイド）
監督：飯泉大
出演：亜希いずみ、北村淳、武藤樹一郎
- 変態エロチカ 縄と痴漢（1982年8月 ミリオンフィルム、62分 カラー ワイド）
監督：渡辺護
出演：杉佳代子、椙山拳一郎、亜希いずみ
- 濡れた肌刺青を縛る（1982年8月 新東宝映画、60分 カラー ワイド）
監督：渡辺護
撮影：長田勇市
配役：美鈴=花真衣、健児(復員兵)＝下元史朗、杉佳代子、山地美香、亜希いずみ、鶴岡八郎、大谷一夫、堺勝朗
- 女高生 ロリータ遊び（1982年9月 製作獅子プロダクション、配給東映セントラルフィルム、60分 カラー ワイド）
監督：宗豊
出演：風かおる、麻生うさぎ、亜希いずみ
- 変態看護婦縛り（1982年10月 大蔵映画、61分 カラー ワイド）
監督：北見一郎
出演：山地美貴、亜希いずみ、長谷圭子
- 恥辱の部屋（1982年11月19日 にっかつ、68分 カラー ビスタサイズ ）
プロデューサー：結城良煕
企画：成田尚哉
監督：武田一成
助監督：潮田昭治
脚本：西岡琢也
撮影：野田悌男
音楽：伊藤晴康
美術：菊川芳江
照明：野口素胖
編集：山田真司
出演：風祭ゆき、鶴田忍、北見敏之、金田明男、中川みづ穂、亜希いずみ
- 犯し魔 変態リンチ（1982年11月 ミリオンフィルム、62分 カラー ワイド）
監督：梅沢薫
出演：風かおる、奈美しのぶ、亜希いずみ
- 破られた16才（1982年11月 新東宝映画、60分 カラー ワイド）
監督：飯泉大
出演：椙山拳一郎、杉佳代子、亜希いずみ
- 美少女 ONANIE（1983年1月21日 製作現代映像企画、63分 カラー ワイド）
監督：渡辺護
出演：名高しおり、亜希いずみ、山本明日香
- ザ・痴漢 ほとんどビョーキ（1983年1月 製作＝ミリオンフィルム、62分 カラー ワイド）
監督：渡辺護
出演：山地美貴、亜希いずみ、浅柴ことみ
- 日本痴漢大作戦（1983年1月 大蔵映画、63分 カラー ワイド）
監督：飯泉大
出演：山地美貴、亜希いずみ、国分二郎
- 獣色官能婦人（1983年2月 新東宝映画、61分 カラー ワイド）
監督：梅沢薫
出演：風かおる、亜希いずみ
- 刺青女を縛る 蛇と牡丹（1983年2月 製作渡辺ぷろだくしょん 配給新東宝映画、60分 カラー ワイド）
監督：渡辺護
脚本：小水一男
撮影：鈴木史朗
音楽：飛べないアヒル
照明：近藤兼太郎
編集：田中治
出演：花真衣、宇治絵美、亜希いずみ、五月マリア、香川留美、下元史朗、鶴岡八郎、堺勝朗、中川恒、豊島六男
- 人妻変態好み（1983年3月 大蔵映画、61分 カラー ワイド）
監督：飯泉大
出演：亜希いずみ、佐田川彩、野上正義
- トルコ拷問 抉る（1983年4月 ミリオンフィルム、62分 カラー ワイド）
監督：平川弘喜
出演：竹村祐佳、亜希いずみ、麻生うさぎ
- 襲われた団地妻（1983年4月 新東宝映画、62分 カラー ワイド）
監督：北沢江北
出演：亜希いずみ、杉佳代子、佐田川彩、大杉漣
- 犯されたセーラー服（1983年4月 東活、70分 カラー ワイド）
監督：梅沢薫
出演：桂木れい子、亜希いずみ、浦野あすか
- 赤い暴行 残酷な責め（1983年6月 製作国映、配給新東宝映画、61分 カラー ワイド）
監督：渡辺護
脚本：小水ガイラ
撮影：笹野修司
音楽：飛べないアヒル
照明：森久保雪一
編集：鵜飼邦彦
出演：一城未知、下元史朗、香川留美、亜希いずみ、草間二郎
- 新任教師 ダブルONANIE（1983年6月 新東宝映画、60分 カラー ワイド）
監督：北川徹
出演：竹村祐佳、亜希いずみ、聖ミカ
- 淫乱団地 隣りの奥さん（1983年7月 ミリオンフィルム、60分 カラー ワイド）
監督：北沢江北
出演：大上志乃、村井亜紀、亜希いずみ
- 暴行新妻狩り（1983年7月 新東宝映画、61分 カラー ワイド）
監督：北沢江北
出演：亜希いずみ、桂木れい子、佐藤靖
- 恥部を抉る（1983年7月 大蔵映画、60分 カラー ワイド）
監督：飯泉大
出演：亜希いずみ、佐々よし子
- 花真衣 自縛（1983年8月 新東宝映画、65分 カラー ワイド）
監督：梅沢薫
助監督：西田洋介
脚本：梅沢薫、片岡修二
撮影：志村敏夫
音楽：芥川たかし
照明：磯貝一
編集：有馬潜
出演：花真衣、今日珠美、亜希いずみ、末次真三郎、牧村耕次、北村大造、松本嘉、森橋和宏、左陣太、下元史郎、風かおる
- 変態犯す（1983年11月 新東宝映画、61分 カラー ワイド）
監督：北川徹
共演：亜希いずみ、竹村祐佳、山地美貴
- 連続殺人鬼 冷血（1984年 ジョイパックフィルム）
原作：大下英治
監督：渡辺護
共演：中山一也、吉宮君子、菅貫太郎、青木和子、小川菜摘、水木薫、川村真樹、山本あゆみ、江崎和代、芹明香、萩尾なおみ、安西エリ、水原ゆう紀、白川和子、小松方正
- ニャンニャン娘（1984年6月15日 にっかつ、57分 カラー ビスタサイズ ）
製作：才賀忍
監督：中村幻児
助監督：井上潔
脚本：広木隆一
撮影：佐々木原保志
照明：金沢正夫
編集：田中修
共演：井上麻衣、中根徹、立原柊子
- OL襲って奪う（1984年10月 新東宝映画、61分 カラー ワイド ）
監督：関根和美
出演：山地美貴、伊藤清美、亜希いずみ
- 発情奴隷夫人（1984年11月 新東宝映画、60分 カラー ワイド）
監督：梅沢薫
出演：風かおる、麻生うさぎ、亜希いずみ
- 黒い下着の女（1985年2月 飯泉プロ、配給＝ミリオンフィルム、60分 カラー ワイド）
監督：北沢幸雄
脚本：丸山良尚
撮影：倉本和人
音楽：佐々木貴
照明：石部肇
編集：金子編集室
配役：伊藤宗久=大杉漣、伊藤友子=杉佳代子、伊藤咲子=伊藤清美、青木=佐藤靖、川本直美=亜希いずみ、寺田=富岡忠文、サラリーマン風の男=飯沼誠一郎、浮浪者=池島ゆたか
- 暴かれた急所（製作＝大蔵映画）
監督：飯泉大
主演：伊藤清美、杉佳代子、藤冴子、三宅久美、亜希いずみ
- 恍惚むきだし美人（1985年12月 製作飯泉プロダクション、配給ミリオンフィルム、63分 カラー ワイド）
監督：北沢幸雄
脚本：しらとりよういち
撮影 ：倉本和人
音楽 ：エディ・みしば
照明 ：石部肇
編集：北沢幸雄
配役：泉葉子(バーのママ)＝萩尾なおみ、さよ子(豊彦の恋人)＝大川しのぶ、草加静子(妻)＝亜希いずみ、浜田豊彦(俳優)＝佐野秀夫、草加拓也(サラリーマン)＝下元史朗
- 発情乱れ妻（1999年1月27日 大蔵映画）
監督・脚本：上田良津
共演：夢乃、工藤翔子、浅倉麗、やまきよ、亜希いずみ、村井智丸
- 痴漢電車 ムリ女《め》を狙え（1999年 オーピー映画）
監督・脚本：関根和美
共演：愛川るり、林由美香、亜希いずみ
あらすじ：大学浪人生が痴漢同盟のリーダーになるまでを描く
- エッチな天使 ねっちゃり白衣（2000年5月23日 製作関根プロダクション、配給大蔵映画、60分 カラー ワイド）
監督：関根和美
助監督：片山圭太
脚本：小松公典、関根和美
撮影監督：柳田友貴
音楽：どばと
録音：シネ・キャビン
編集：フィルム・クラフト
出演：林由美香、篠原さゆり、彩香、やまきよ、城春樹、町田政則、上野太、亜希いずみ
- 淫行タクシー ひわいな女たち（2000年 製作関根プロダクション 配給大蔵映画)
監督：関根和美
助監督：片山圭太
音楽：どばと
撮影：柳田友貴
脚本：金泥駒
出演：町田政則、佐々木基子、吉原夕子、中村杏里、山内健嗣、やまきよ、岡田謙一郎、亜希いずみ、上野太　特別出演：城春樹
- 変態催眠 恥唇いじめ（2002年6月 大蔵映画）
監督：寺嶋亮
プロデュース：関根和美
共演：安西なるみ、中村拓、竹本泰志、町田政則、なかみつせいじ、亜希いずみ
- 不思議めがね（2002年）（三村渉監督）
散歩の主婦 役
- 痴漢電車 喪服妻の誘惑（2002年 オーピー)
監督：関根和美
脚本：関根和美、林真由美
出演：亜希いずみ、卯月梨奈、中渡実果、風間今日子、相沢知美、江藤大我、岡田謙一郎、須賀良、他
- マダムレズ 擦りあふ快感（2004年 製作：シネマアーク 配給：Xces Film）
監督：下元哲
脚本：関根和美
助監督：高田宝重
照明助手：中村拓
出演：亜希いずみ、出雲ちひろ、華沢レモン、佐々木基子・酒井あずさ、牧村耕次）
- 好ベ坊主 美姉妹いただきます（2005年 関根プロダクション）
監督・脚本：関根和美
共演：亜希いずみ、朝丘まりん、持田さつき、三井かおり、城春樹、綺羅一馬、中川大輔、松浦祐也
- 「四十路の奥さん　痴漢に濡れて｣ (2006年)
製作：関根プロダクション
提供：オーピー映画
監督：関根和美
脚本：関根和美、水上晃太
撮影：下元哲
照明：代田橋男
助監督：水上晃太
出演：亜希いずみ、三上夕希、華沢レモン、山口真理、牧村耕次、天川真澄、竹本泰志、中川大輔

### 亜希いずみ以外の芸名での出演作品
高橋靖子名義
- 女医肉奴隷（1986年3月8日 製作にっかつ、67分 カラー ワイド）
企画：作田貴志
プロデューサー：鶴英次
監督：藤井克彦
助監督：金沢克次
脚本：大工原正泰、山下久仁明
撮影：森勝
選曲：伊藤晴康
美術：沖山真保
録音：宮本久幸
照明：西本充利
編集：山田真司
出演：麻生かおり、高橋靖子、中原潤、武見潤、中丸新将、大林丈史
- 亜紀子の唇 愛戯（1986年6月 製作＝ミリオンフィルム、63分 カラー ワイド）
監督：渡辺努
出演：高橋靖子、岡田きよみ、伊藤清美、山本恵美、下元史朗、菊地健二
- 偏差値H倶楽部（製作＝フィルム・シティ 配給＝にっかつ 1987年7月4日封切、64分 カラー ワイド）
製作：福岡芳穂
企画：塩浦茂
プロデューサー：鶴英次
監督：すずきじゅんいち
助監督：渡辺努
脚本：菅良幸
原作：愛川哲也
撮影：志賀葉一
音楽：田村俊介
照明：岩崎豊
編集：J・K・S、鈴木歓
出演：杉田かおり、高橋靖子、山上千恵子、沢田遊吾

亜紀いずみ名義
- イヴの衝撃 不貞妻の疼き（2002年3月30日 製作関根プロダクション 配給オーピー映画、60分 カラー ワイド）
監督：関根和美
助監督：林真由美
脚本：関根和美、林真由美
撮影：倉本和比人
録音：シネキャビン
照明：野口素肝
編集：フィルム・クラフト
スチル：佐藤初太郎
配役：岩崎佳子=イヴ、小泉綾＝有賀美雪、平田浩二＝町田政則、岩崎泰治＝西田圭、田村龍二＝岡田謙一郎、林直樹＝二家本辰己、新聞配達員＝いずみ、居酒屋店主＝平川直大

## ビデオ作品
- 亜希いずみの スワップ三人秘戯(SWAN DIDEO)
- 亜希いずみ・あおい恵の 最新生情報・昇天トルコNo.1（にっかつ）
- 亜希いずみの いかせてあげる（宇宙企画）
- 亜希いずみの 団地妻濡れた火遊び
- 鎌倉処女紀行 女子大生のけぞり（ベルパック、1982）
- ビデオボーイ2（英知出版）（宇宙企画）
- 獣色官能夫人 ～愛犬との歪んだ欲情～（イーグルビデオ ）
- 女高生 奥のうずき（東宝、1981年）
- 犯罪史上空前の連続23人強姦殺人事件 連続殺人鬼―冷血―（JHV）(ジャパンホームビデオ) hi-NA-1110
- ザ・痴漢 ほとんどビョーキ!（ファイブビデオ/1984年）
共演：山路美貴・浅柴ことみ、今日珠美
- 縄女（フェニックス 1989年）
共演&監督：剣持鉄也、
共演：花真衣、聖美伽

## グラビア
- 映画ガイド 1981年7月号（蒼竜社、1981年[月）
- 『漫画ゴラク』-1981年10月23日号(グラビア)「女っぽいのは秋のせい...亜希いずみ･いま、女盛り」日本文芸社
- 映画の友 11月号（近代映画社、1981年11月） （グラビア）
- シネマロード 3月号（大洋図書、1982年3月）
- 映画ガイド 3月号（蒼竜社、1982年3月）（グラビア）
- DoLiVe 月刊ドリブ 創刊2号 （青人社、1982年8月1日）
- EIGA NO TOMO 映画の友 88号 （近代映画社1982年4月）
- 映画の友 5月号（近代映画社、1982年5月）（ピンナップ）
- 週刊プレイボーイ 17(21)、5月25日号（集英社、1982年5月）⇒表紙
- シネトピア 4月号 （ 大洋図書（ミリオン）、1982年4月）⇒カラー・グラフ
- シネトピア 7月号 （ 大洋図書（ミリオン）、1982年7月）
- 映画の城 9月号（東京三世社、1983年）